# Apomecyna excavatipennis
Apomecyna excavatipennis är en skalbaggsart som beskrevs av Stefan von Breuning 1969. Apomecyna excavatipennis ingår i släktet Apomecyna och familjen långhorningar.
Artens utbredningsområde är Ghana. Inga underarter finns listade i Catalogue of Life.